# Rhipidocladum pacuarense
Rhipidocladum pacuarense är en gräsart som beskrevs av Richard Walter Pohl. Rhipidocladum pacuarense ingår i släktet Rhipidocladum och familjen gräs. Inga underarter finns listade i Catalogue of Life.